# Proleksis Encyclopedia
Енциклопедія Prolexis (хорв. Proleksis enciklopedija), або Загальна та національна енциклопедія (хорв. Opća i nacionalna enciklopedija) — хорватська загальна енциклопедія та перша в Хорватії загальна і національна онлайн-енциклопедія.

## Друкований вигляд
Вийшла друком у 20 томах у проміжку з травня 2005 до кінця 2007 року. У 2009 році вийшла додаткова 21-ша книга та DVD-видання. Налічує 6000 сторінок, 80 000 статей і 19 000 ілюстрацій. Статті, які не стосуються подій найближчих до часу видання 30 років, зазвичай короткі. Наприклад, текст про композитора Йоганна Себастьяна Баха має 25 рядків з одним малюнком. Окрім того, у виданні відсутні великі географічні карти або репродукції творів мистецтва великого формату.
Видавцями є фірма Pro Lexis d.o.o. (ТзОВ) і Večernji list d.d. (АТ). Головний редактор енциклопедії — Антун Вуїч.

## Електронний вигляд
Енциклопедія «Пролексис» містить понад 62 000 статей і понад 17 000 світлин, ілюстрацій та карт. Вона є у вільному доступі для зареєстрованих користувачів CARNet. Користувачі не можуть змінювати вміст енциклопедії безпосередньо, але можуть публікувати коментарі та виправлення або надсилати нові статті — все це підлягає схваленню редакційною колегією. Енциклопедія має на меті збільшити кількість описаних понять, використовуючи внески дописувачів.
«Енциклопедія Proleksis» — результат співавторства між CARNet і Pro Leksis d.o.o., розпочатого в лютому 2008 року, за підтримки Міністерства науки, освіти та спорту Хорватії. Працю створювали приблизно 50 редакторів, яких очолювала редакційна колегія з 9 осіб. Його головний редактор — Антун Вуїч.